# Lista siturilor arheologice din județul Cluj - Ș
Lista siturilor arheologice din județul Cluj - Ș conține toate siturile arheologice din județul Cluj înscrise în Repertoriul Arheologic Național (RAN) și aflate în localități al căror nume începe cu litera Ș. RAN este administrat de Ministerul Culturii și Patrimoniului Național și cuprinde date științifice, cartografice, topografice, imagini și planuri, precum și orice alte informații privitoare la zonele cu potențial arheologic, studiate sau nu, încă existente sau dispărute.
Puteți căuta un sit din localitățile care încep cu litera Ș folosind formularul de mai jos sau puteți naviga prin toate siturile din județ la Lista siturilor arheologice din județul Cluj.
| Cod RAN                                  | Denumire | Localitate                       | Adresă          | Datare              | Descoperit    | Coordonate                                    | Imagine           | Erori            |
| ---------------------------------------- | --- | -------------------------------- | --------------- | ------------------- | ------------- | --------------------------------------------- | ----------------- | ---------------- |
| 59639.01.01 (Cod LMI: CJ-I-m-B-07198.03) | Situl arheologic de la Șardu - "Cremenea" / ansamblu anonim (Categorie: locuire civilă) (Tip: Așezare)             | sat Șardu, comuna Sânpaul        | Cremenea        |                     | M. Roska 1934 | 46°51′10″N 23°22′52″E / 46.85267°N 23.3812°E  | Încărcați imagine | Raportați eroare |
| 59639.01.02 (Cod LMI: CJ-I-m-B-07198.02) | Situl arheologic de la Șardu - "Cremenea" / ansamblu anonim (Categorie: locuire civilă) (Tip: Așezare)             | sat Șardu, comuna Sânpaul        | Cremenea        |                     | M. Roska 1934 | 46°51′10″N 23°22′52″E / 46.85267°N 23.3812°E  | Încărcați imagine | Raportați eroare |
| 59639.01.03 (Cod LMI: CJ-I-m-B-07198.01) | Situl arheologic de la Șardu - "Cremenea" / ansamblu anonim (Categorie: locuire civilă) (Tip: Așezare)             | sat Șardu, comuna Sânpaul        | Cremenea        |                     | M. Roska 1934 | 46°51′10″N 23°22′52″E / 46.85267°N 23.3812°E  | Încărcați imagine | Raportați eroare |
| 59639.02.01 (Cod LMI: CJ-I-s-B-07199)    | Așezarea romană de la Șardu / ansamblu anonim (Categorie: locuire civilă) (Tip: Așezare)                           | sat Șardu, comuna Sânpaul        |                 | sec. II - III       |               |                                               | Încărcați imagine | Raportați eroare |
| 59639.02.02 (Cod LMI: CJ-I-s-B-07199)    | Așezarea romană de la Șardu / ansamblu anonim (Categorie: locuire civilă) (Tip: Așezare)                           | sat Șardu, comuna Sânpaul        |                 | Petrești            |               |                                               | Încărcați imagine | Raportați eroare |
| 55142.01.01 (Cod LMI: CJ-I-m-A-07200.02) | Situl arheologic de la Șigău - "Tuțuoara" / ansamblu anonim (Categorie: locuire civilă) (Tip: Așezare)             | sat Șigău, comuna Jichișu de Jos | Tuțuoara        | Iclod               |               | 47°05′49″N 23°42′57″E / 47.09687°N 23.71585°E | Încărcați imagine | Raportați eroare |
| 55142.01.02 (Cod LMI: CJ-I-m-A-07200.01) | Situl arheologic de la Șigău - "Tuțuoara" / ansamblu anonim (Categorie: locuire civilă) (Tip: Așezare)             | sat Șigău, comuna Jichișu de Jos | Tuțuoara        |                     |               | 47°05′49″N 23°42′57″E / 47.09687°N 23.71585°E | Încărcați imagine | Raportați eroare |
| 60151.01.01 (Cod LMI: CJ-I-s-B-07201)    | Așezarea preistorică de la Șoimeni - "La Cruce" / ansamblu anonim (Categorie: locuire civilă) (Tip: Așezare)       | sat Șoimeni, comuna Vultureni    | La Cruce        | Iclod               |               | 46°57′04″N 23°31′04″E / 46.95124°N 23.5178°E  | Încărcați imagine | Raportați eroare |
| 60151.01.02 (Cod LMI: CJ-I-s-B-07201)    | Așezarea preistorică de la Șoimeni - "La Cruce" / ansamblu anonim (Categorie: locuire civilă) (Tip: Așezare)       | sat Șoimeni, comuna Vultureni    | La Cruce        | Tiszapolgár         |               | 46°57′04″N 23°31′04″E / 46.95124°N 23.5178°E  | Încărcați imagine | Raportați eroare |
| 60151.02.01 (Cod LMI: CJ-I-s-A-07202)    | Cetatea de pământ de la Șoimeni - "Piatra șoimilor" / ansamblu anonim (Categorie: locuire) (Tip: Cetate de pământ) | sat Șoimeni, comuna Vultureni    | Piatra șoimilor |                     |               | 46°57′13″N 23°32′14″E / 46.95352°N 23.53716°E | Încărcați imagine | Raportați eroare |
| 60151.03.01 (Cod LMI: CJ-I-m-B-07203.02) | Situl arheologic de la Șoimeni - "Grecea" / ansamblu anonim (Categorie: locuire civilă) (Tip: Așezare)             | sat Șoimeni, comuna Vultureni    | Grecea          |                     |               | 46°57′04″N 23°29′38″E / 46.95121°N 23.49391°E | Încărcați imagine | Raportați eroare |
| 60151.03.02 (Cod LMI: CJ-I-m-B-07203.01) | Situl arheologic de la Șoimeni - "Grecea" / ansamblu anonim (Categorie: locuire civilă) (Tip: Așezare)             | sat Șoimeni, comuna Vultureni    | Grecea          | sec. IV - VII d.Hr. |               | 46°57′04″N 23°29′38″E / 46.95121°N 23.49391°E | Încărcați imagine | Raportați eroare |
| 60151.03.03 (Cod LMI: CJ-I-m-A-07203.03) | Situl arheologic de la Șoimeni - "Grecea" / ansamblu anonim (Categorie: locuire civilă) (Tip: Așezare fortificată) | sat Șoimeni, comuna Vultureni    | Grecea          |                     |               | 46°57′04″N 23°29′38″E / 46.95121°N 23.49391°E | Încărcați imagine | Raportați eroare |
| 59639.03.01                              | Locuirea neolitică de la Șardu - "Curtașii" / ansamblu anonim (Categorie: locuire civilă) (Tip: Locuire)           | sat Șardu, comuna Sânpaul        | Curtașii        | Iclod               |               |                                               | Încărcați imagine | Raportați eroare |
| 59639.04.01                              | Așezarea eneolitică de la Șardu - "Pârâul Ursului" / ansamblu anonim (Categorie: locuire civilă) (Tip: Așezare)    | sat Șardu, comuna Sânpaul        | Pârâul Ursului  |                     |               | 46°52′18″N 23°22′46″E / 46.87173°N 23.37955°E | Încărcați imagine | Raportați eroare |
| 60151.04                                 | Topor eneolitic la Șoimeni - "Gaura Vântului" (Categorie: descoperire izolată) (Tip: obiect izolat)                | sat Șoimeni, comuna Vultureni    | Gaura Vântului  |                     |               | 46°57′41″N 23°30′48″E / 46.9615°N 23.51324°E  | Încărcați imagine | Raportați eroare |